# Ambient desktop
Ambient desktop среда рабочего стола в MorphOS. Его разработку начал в 2001 году Дэвид Джербер. Ambient отдаленно напоминает Workbench и Directory Opus и пытается взять лучшее из обеих программ.
Ambient переведен на различные языки, и его также можно приобрести отдельно, а не как часть MorphOS. Существуют различные визуальные эффекты в Ambient, которые используют преимущество аппаратного ускорения графики в MorphOS.

## Значки рабочего стола
Родным форматом иконок в Ambient является PNG , но есть встроенная поддержка для других форматов иконок Amiga. В Ambient также введен специальный формат иконок под названием DATATYPE, где значок представляет собой просто любой графический файл, переименованый с добавлением расширения .info. Эти иконки отображаются с помощью системы Amiga DataType.

## Состояние разработки
В 2005 году Дэвид Джербер выпустил исходный код Ambient под GPL и в настоящее время он разрабатывается командой разработчиков.